# 月食列表
月食列表在維基百科中有下列各條目：

| - 前20世紀月食列表 - 前19世紀月食列表 - 前18世紀月食列表 - 前17世紀月食列表 - 前16世紀月食列表 - 前15世紀月食列表 - 前14世紀月食列表 - 前13世紀月食列表 - 前12世紀月食列表 - 前11世紀月食列表 - 前10世紀月食列表 - 前9世紀月食列表 - 前8世紀月食列表 - 前7世紀月食列表 - 前6世紀月食列表 - 前5世紀月食列表 - 前4世紀月食列表 | - 前3世紀月食列表 - 前2世紀月食列表 - 前1世紀月食列表 - 1世紀月食列表 - 2世紀月食列表 - 3世紀月食列表 - 4世紀月食列表 - 5世紀月食列表 - 6世紀月食列表 - 7世紀月食列表 - 8世紀月食列表 - 9世紀月食列表 - 10世紀月食列表 - 11世紀月食列表 - 12世紀月食列表 - 13世紀月食列表 - 14世紀月食列表 | - 15世紀月食列表 - 16世紀月食列表 - 17世紀月食列表 - 18世紀月食列表 - 19世紀月食列表 - 20世紀月食列表 - 21世紀月食列表 - 22世紀月食列表 - 23世紀月食列表 - 24世紀月食列表 - 25世紀月食列表 - 26世紀月食列表 - 27世紀月食列表 - 28世紀月食列表 - 29世紀月食列表 - 30世紀月食列表 |